# 형태학적 기울기
수학적 형태학과 디지털 화상 처리에서 형태학적 기울기는 주어진 이미지의 팽창과 침식의 차이이다. 이것은 (특히 음이 아닌) 픽셀값이 그 픽셀의 닫힌 근방의 비교 강도를 나타내는 이미지이다. 이것은 윤곽선 검출과 영상 분할 적용에 유용하다.

## 수학적 정의와 종류
{\displaystyle f:E\mapsto R}를 (R2나 Z2같은) 유클리드 공간이나 이산 격자 E의 점에서 수직선으로 맵핑하는 회색조 이미지라고 하자. {\displaystyle b(x)}를 회색조 구조적 요소라고 하자. 보통, b는 대칭이고 짧은 지지를 가진다. 그 예시: 
{\displaystyle b(x)=\left\{{\begin{array}{ll}0,&|x|\leq 1,\\-\infty ,&{\mbox{otherwise}}\end{array}}\right.}.
그러면, f의 형태학적 기울기는 다음과 같이 주어진다:
{\displaystyle G(f)=f\oplus b-f\ominus b},
여기서 {\displaystyle \oplus }와 {\displaystyle \ominus }는 각각 팽창과 침식을 의미한다.
내부 기울기는 다음과 같다:
{\displaystyle G_{i}(f)=f-f\ominus b},
그리고 외부 기울기는 다음과 같다:
{\displaystyle G_{e}(f)=f\oplus b-f}.
내적과 외적 기울기는 기울기보다는 "더 얇지만", 기울기 정점은 윤곽선에 있는데에 반해서 내적과 외적 기울기 정점은 윤곽선의 양쪽에 있다. {\displaystyle G_{i}+G_{e}=G}이다.
{\displaystyle b(0)\geq 0}이면, 세 기울기는 모든 픽셀의 값이 음이 아닌 값을 가진다.

## 참고 문헌
- Image Analysis and Mathematical Morphology by Jean Serra, ISBN 0-12-637240-3 (1982)
- Image Analysis and Mathematical Morphology, Volume 2: Theoretical Advances by Jean Serra, ISBN 0-12-637241-1 (1988)
- An Introduction to Morphological Image Processing by Edward R. Dougherty, ISBN 0-8194-0845-X (1992)